# Goniosupradens paucidentata
Goniosupradens paucidentata är en kräftdjursart som först beskrevs av Alphonse Milne-Edwards 1861.  Goniosupradens paucidentata ingår i släktet Goniosupradens och familjen simkrabbor. Inga underarter finns listade i Catalogue of Life.